# We Are Young
"We Are Young"(위아영)은 미국의 밴드 펀의 노래이다. 앨범 Some Nights에 수록되어 있으며, 빌보드 핫 100차트에서 6주 동안 1위를 했던 곡이다. 피쳐링에는 재널 모네가 참여했다.

## 인증
| 국가                                                                                         | 인증             | 판매량/출하량 |
| -------------------------------------------------------------------------------------------- | ---------------- | ------------- |
| 오스트레일리아 (ARIA)                                                                        | 7× 플래티넘      | 490,000       |
| 오스트리아 (IFPI 오스트리아)                                                                 | 플래티넘         | 30,000*       |
| 벨기에 (BEA)                                                                                 | 골드             | 15,000*       |
| 캐나다 (뮤직 캐나다)                                                                         | 7× 플래티넘      | 560,000*      |
| 덴마크 (IFPI Danmark)                                                                        | 플래티넘         | 30,000^       |
| 프랑스 (SNEP)                                                                                | 골드             | 75,000*       |
| 독일 (BVMI)                                                                                  | 플래티넘         | 300,000^      |
| 이탈리아 (FIMI)                                                                              | 2× 플래티넘      | 60,000*       |
| 일본 (RIAJ)                                                                                  | 골드             | 100,000*      |
| 멕시코 (AMPROFON)                                                                            | 2× 플래티넘+골드 | 150,000*      |
| 뉴질랜드 (RMNZ)                                                                              | 2× 플래티넘      | 30,000*       |
| 스웨덴 (GLF)                                                                                 | 4× 플래티넘      | 160,000       |
| 스위스 (IFPI 스위스)                                                                         | 2× 플래티넘      | 60,000^       |
| 영국 (BPI)                                                                                   | 3× 플래티넘      | 1,800,000     |
| 미국 (RIAA)                                                                                  | 다이아몬드       | 6,830,000     |
| *판매량을 기반으로 한 인증 · ^출하량을 기반으로 한 인증 · 판매량+스트리밍을 기반으로 한 인증 |                  |               |

## 같이 보기
- 2012년 빌보드 핫 100 차트 1위 목록